# Подгорное (Денисовский район)
Подгорное (каз. Подгорный) — село в Денисовском районе Костанайской области Казахстана. Входит в состав Свердловского сельского округа. Находится примерно в 58 км к северу от районного центра, села Денисовка. Код КАТО — 394063300.

## Население
В 1999 году население села составляло 257 человек (126 мужчин и 131 женщина). По данным переписи 2009 года, в селе проживали 103 человека (50 мужчин и 53 женщины).